# Robert H. Mann
Robert H. Mann est un ancien arbitre anglais de football des années 1950.

## Carrière
Il a officié dans une compétition majeure : 
- JO 1956 (2 matchs)